# Neholopterus ochraceus
Neholopterus ochraceus är en skalbaggsart som först beskrevs av Bruch 1918.  Neholopterus ochraceus ingår i släktet Neholopterus och familjen långhorningar. Inga underarter finns listade i Catalogue of Life.